# Лоро-Пичено
Лоро-Пичено (итал. Loro Piceno) — коммуна в Италии, располагается в регионе Марке, в провинции Мачерата.
Население составляет 2532 человека (2008 г.), плотность населения составляет 79 чел./км². Занимает площадь 32 км². Почтовый индекс — 62020. Телефонный код — 0733.
Покровителями коммуны почитаются святой Либерат и святой Георгий, празднование 23 апреля и 2 августа.

## Демография
Динамика населения:

## Администрация коммуны
- Официальный сайт: https://web.archive.org/web/20010331043533/http://www.loropiceno.sinp.net/